# 90 Pułk Artylerii Haubic
90 pułk artylerii haubic (90 pah) – oddział artylerii ludowego Wojska Polskiego.
Pułk został sformowany we wrześniu i październiku 1945 roku na terenie Poznańskiego Okręgu Wojskowego z nadwyżek po rozwiązanej 2 Brygadzie Artylerii Haubic. Jednostka została zorganizowana według etatu Nr 4/10 pułku artylerii haubic 122 mm Rezerwy Naczelnego Dowództwa na stopie "P", a następnie dyslokowana do garnizonu Słupsk na terenie Pomorskiego Okręgu Wojskowego.
W lutym 1946 roku pułk został przeformowany w 30 dywizjon artylerii haubic, który w grudniu tego roku otrzymał nazwę wyróżniającą "Berliński".

## Struktura organizacyjna według etatu Nr 4/10
- Dowództwo pułku

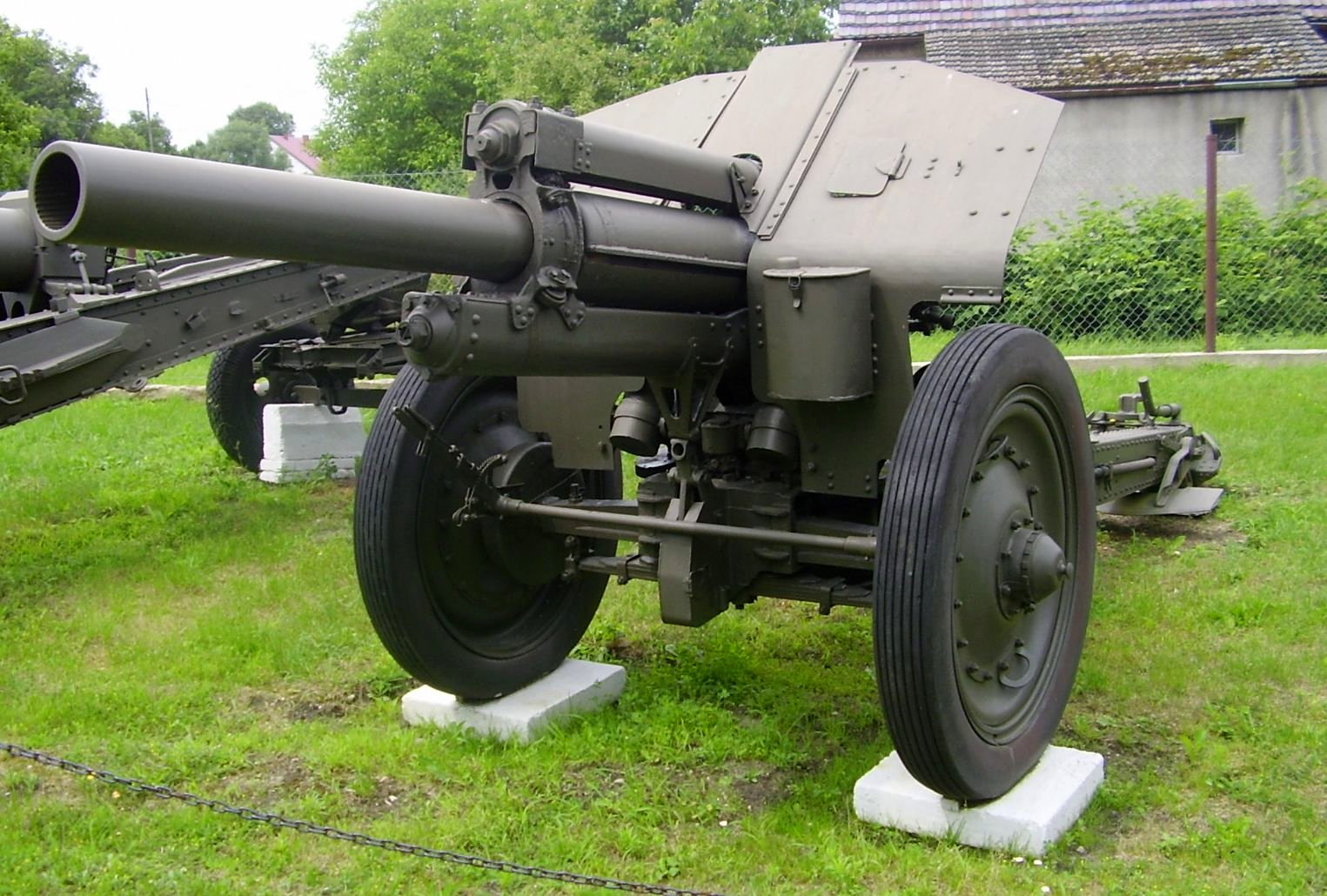
122 mm hb wz. 1938 (M-30)

- dwa dywizjony artylerii haubic a. trzy baterie
- bateria sztabowa a. pluton rozpoznawczy, pluton łączności i pluton topograficzny
- szkoła pułkowa
- pluton transportowy
- pluton remontowy
- warsztat techniczny
- warsztat mundurowy
- magazyny
- ambulatorium

Stan etatowy liczył 10 pracowników i 619 żołnierzy, w tym 103 oficerów, 180 podoficerów i 336 szeregowców. Na uzbrojeniu znajdowały się dwadzieścia cztery 122 mm haubice wz. 1938 (M-38).